# Ангул (округ)
Ангул (англ. Angul) или Анугул — округ в индийском штате Орисса. Образован 1 апреля 1993 года из части территории округа Дхенканал. Административный центр — город Ангул. Площадь округа — 6232 км². По данным всеиндийской переписи 2001 года население округа составляло 1 140 003 человека. Уровень грамотности взрослого населения составлял 68,8 %, что выше среднеиндийского уровня (59,5 %). Доля городского населения составляла 13,9 %.